# خطوط سكاي الجوية
خطوط سكاي الجوية (بالإنجليزية: Sky Airlines)‏، هي شركة طيران يقع مقرها في أنطاليا، تركيا.

## وجهات
قامت شركة الطيران أيضًا بتشغيل خدمات مجدولة لما يلي:
- ألبانيا/ مطار تيرانا الدولي
- بلغاريا/ مطار صوفيا
- الدنمارك/ مطار كوبنهاغن